# Baanakkerspark

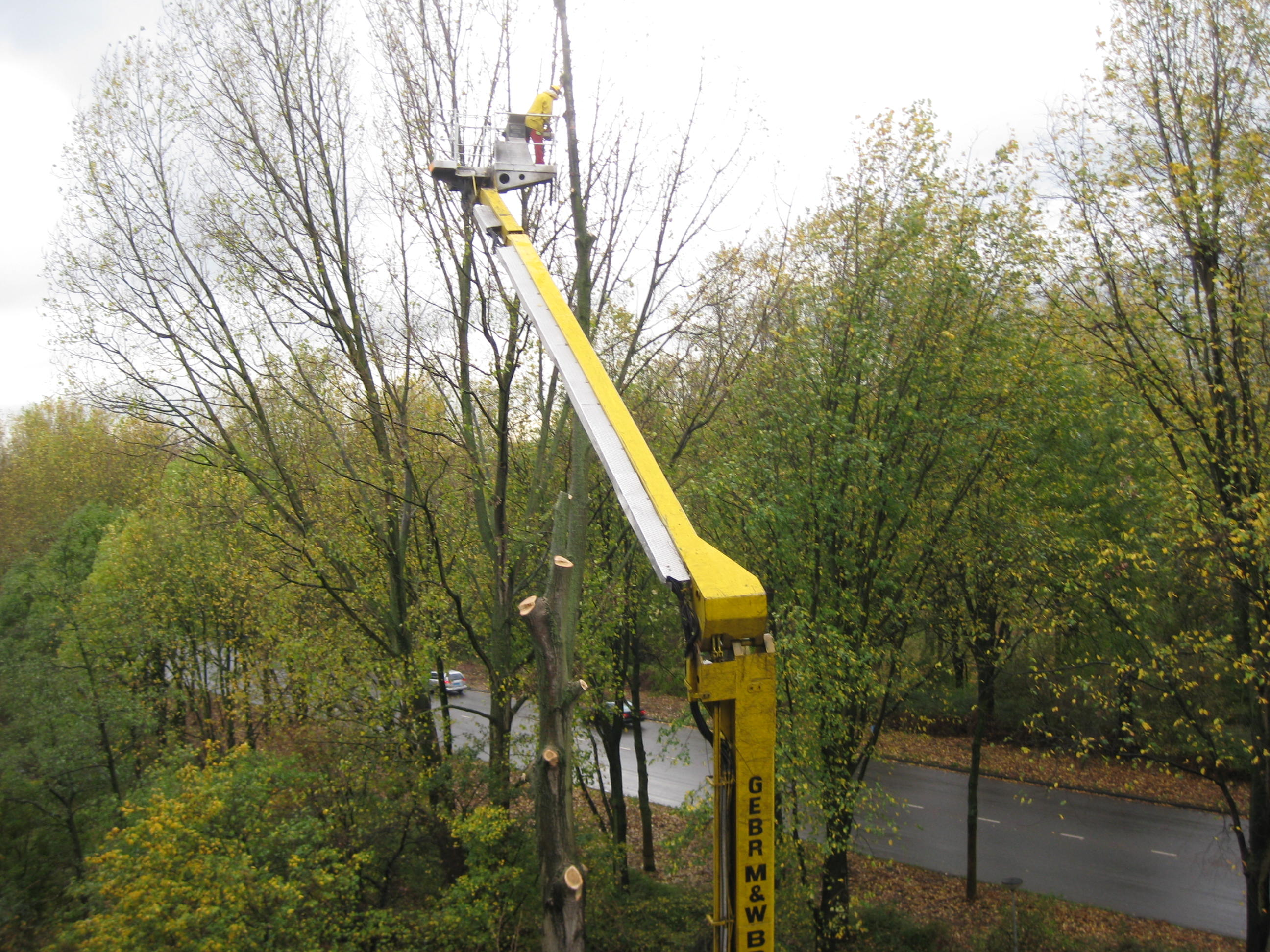
Werkzaamheden aan de populieren

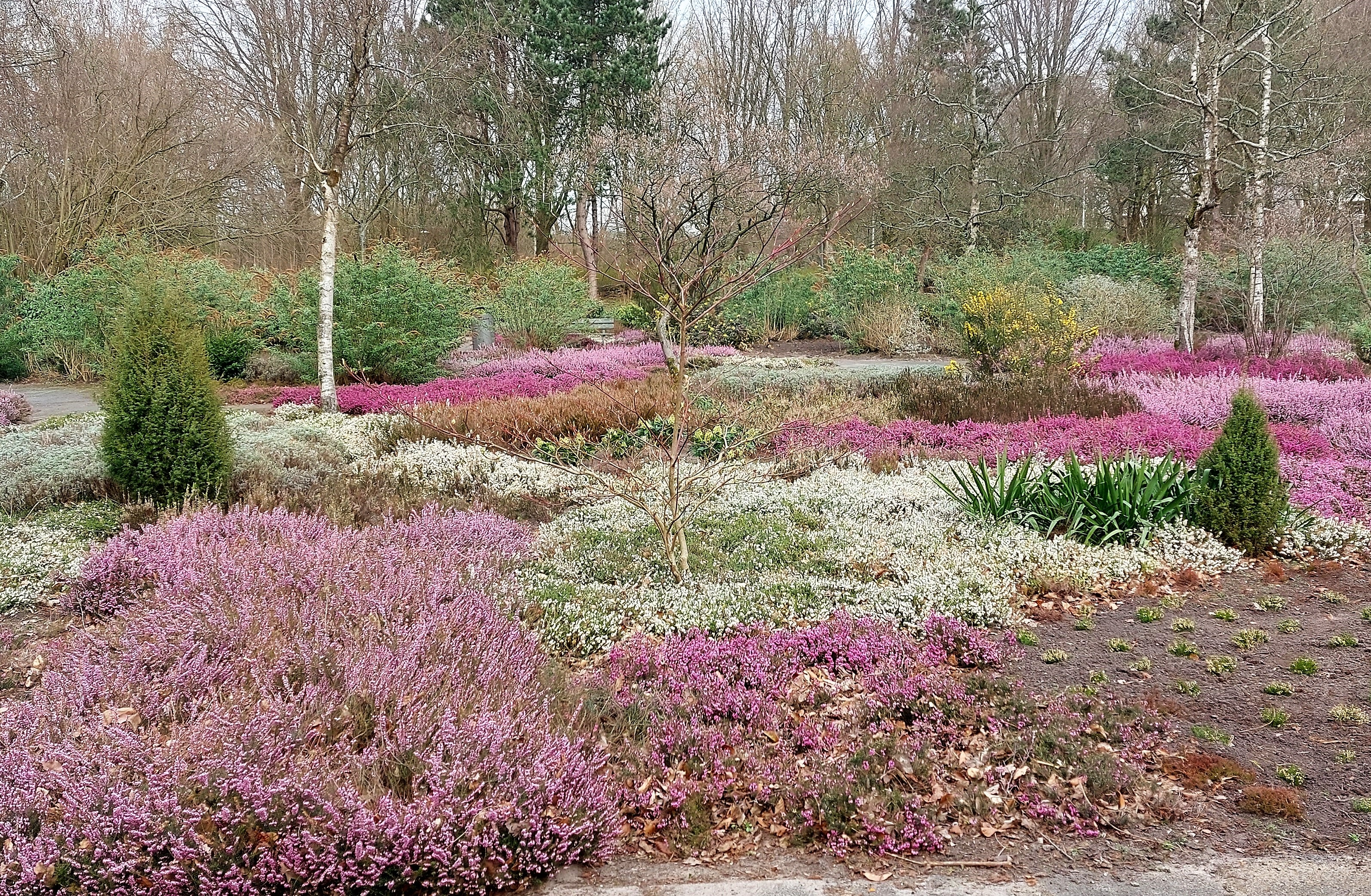
Heidetuin in het Baanakkerspark

Het Baanakkerspark is een stadspark in Amsterdam-Noord. 

## Ligging
Het maakt deel uit van een groenstrook die door het hele oostelijke deel van Noord loopt, van het Vliegenbos tot aan het kruispunt van de Ringweg A10 met de Nieuwe Leeuwarderweg. Het park kreeg officieel haar naam per raadsbesluit van Stadsdeel Noord op 11 september 1996; het werd daarbij vernoemd naar het Baanakkerspad, dat al op 30 oktober 1963 haar naam kreeg met een vernoeming naar natuurgebied De Baanakkers in het Wormer- en Jisperveld. De naam van het pad geldt voor alle paden in het park. 
Het park ligt op een strook tussen twee watergangen, die noord-zuid lopen. In het zuiden begint het park bij de Buikslotermeerdijk en loopt noordwaarts tot aan de groenstrook ten zuiden van de genoemde rijksweg. Werengouw en de IJdoornlaan zijn de enige verkeerswegen die het park doorsnijden, voor het overige zijn er uitsluitend voet- en fietspaden. Alle verbindingen lopen via een twaalftal bruggen. Die IJdoornlaan splitst het park in twee buurten: Baanakkerspark Noord en Baanakkerspark Zuid.

## Natuur
Het is een natuurpark met een gevarieerd landschap: bos, water, grasland, moeras, struikgewas en heide. Er staan veel bijzondere bomen en planten. In 2002 is er een metasequoia geplaatst. Er is een wandelroute uitgezet om bezoekers hiermee kennis te laten maken. Voor kinderen is er een speciale schatkaart gemaakt met leuke opdrachten.
Bij de aanplant zijn er populieren geplaatst als wijkers in een bos dat voornamelijk uit beuken bestond. Wijkers zijn bomen die worden geplant om hun snelle groei. In 2009 werd besloten om de beuken meer ruimte te geven door populieren te verwijderen. Van negentien populieren werd de bovenkant afgehaald en een stuk stam verwijderd, de paal die overbleef sterft langzaam af. Deze palen zijn aantrekkelijk voor spechten en andere vogels, ze worden spechtenpalen genoemd.

## Heidetuin
Vroeger bevond zich in het park een rosarium. Dat is in 1997 veranderd in een heidetuin met onder andere heide, rododendrons en lavendel. De officiële benaming is 'Heisarium'.

## Schooltuinen
Op het Natuur- en Milieu Educatiecentrum wordt aan kinderen lesgegeven over de natuur en het milieu door middel van een schooltuinprogramma.